# 1090
| Calendário gregoriano                                                        | 1090 MXC                                              |
| Ab urbe condita                                                              | 1843                                                  |
| Calendário arménio                                                           | 539 – 540                                             |
| Calendário bahá'í                                                            | -754 – -753                                           |
| Calendário budista                                                           | 1634                                                  |
| Calendário chinês                                                            | 3786 – 3787 Início a 2 de fevereiro (aproximadamente) |
| Calendário copta                                                             | 806 – 807                                             |
| Calendário etíope                                                            | 1082 – 1083                                           |
| Calendários hindus - Vikram Samvat - Calendário nacional indiano - Cáli Iuga | 1145 – 1146 1011 – 1012 4190 – 4191                   |
| Calendário Holoceno                                                          | 11090                                                 |
| Calendário islâmico                                                          | 483 – 484                                             |
| Calendário judaico                                                           | 4850 – 4851                                           |
| Calendário persa                                                             | 468 – 469                                             |
| Calendário rúnico                                                            | 1340                                                  |
| Calendário solar tailandês                                                   | 1633                                                  |

1090 (MXC, na numeração romana) foi um ano comum do século XI do Calendário Juliano, da Era de Cristo, e a sua letra dominical foi F (52 semanas), teve início a uma terça-feira e terminou também a uma terça-feira.
No território que viria a ser o reino de Portugal estava em vigor a Era de César que já contava 1128 anos.
| Ano completo                       |
| ---------------------------------- |
| Ano comum com início à terça-feira |

## Eventos
- Segunda vinda de Raimundo de Borgonha para o casamento com Urraca I de Leão e Castela. Afonso VI de Leão e Castela entrega-lhe o governo do território da Galiza.
- O emir almorávida Iúçufe ibne Taxufine conquista as taifas de Sevilha, Granada e de Málaga, depondo, respetivamente, o abádida Almutâmide e os irmãos zíridas, Abedalá ibne Bologuine e Tamime ibne Bologuine, que deportou para o Magrebe Ocidental.

## Nascimentos
- Bernardo de Claraval — santo e doutor da Igreja Católica  (m. 1153).
- Erardo I de Brienne —conde de Brienne  (m. 1120).
- Frederico II da Suábia  (m. 1147).
- Hugo I de Roucy — conde de Roucy  (m. 1160).
- Paio Ramires — rico-homem e cavaleiro português.